# Jakob Freiburghaus
Jakob Freiburghaus (* 11. April 1854 in Spengelried bei Mühleberg; † 17. August 1927 ebenda) war ein Schweizer Politiker und Landwirt.

## Leben
Jakob Freiburghaus wuchs als Sohn eines Landwirts auf. Er besuchte von 1867 bis 1870 die Sekundarschule in Laupen und unternahm danach bis 1871 einen Welschlandaufenthalt. 1880 hat er den Hof seines Vaters übernommen. Er war verheiratet mit Anna Herren, Tochter des Christian Herren.

## Politik
Jakob Freiburghaus wurde 1888 Gemeindepräsident von Mühleberg. Er war Mitglied des landwirtschaftlichen Klubs der Bundesversammlung, welchen er von 1908 bis 1920 leitete. Er war Initiant und 1897 bis 1920 Direktionspräsident der Bern-Neuenburg-Bahn. Von 1894 bis 1899 und von 1902 bis 1926 war er Präsident der Ökonomischen und Gemeinnützigen Gesellschaft des Kantons Bern OGG, ab 1897 bis 1927 im Vorstand des Schweizerischen Bauernverbandes und ab 1901 bis 1927 Vizepräsident des Schweizerischen Landwirtschaftlichen Vereins. Der Seeländer verkörperte die alte bauernpolitische Tradition des Kanton Bern, zuerst beim Freisinn, ab 1919 bei der BGB. Als Verfechter landwirtschaftlicher Interessen setzte er sich im Nationalrat ein für den schutzzöllnerischen Tarif von 1903, für die Förderung des inländischen Getreidebaus durch den Bund (Abnahmepflicht, Preisgarantie) und die Sicherung der Brotversorgung des Landes ein. Von 1886 bis 1926 war er Grossrat, von 1896 bis 1927 Nationalrat.